# Лейк-Панасоффкі (Флорида)
Лейк-Панасоффкі (англ. Lake Panasoffkee) — переписна місцевість (CDP) в США, в окрузі Самтер штату Флорида. Населення — 4072 особи (2020).

## Географія
Лейк-Панасоффкі розташований за координатами 28°47′1″ пн. ш. 82°8′7″ зх. д. / 28.78361° пн. ш. 82.13528° зх. д. (28.783479, -82.135248).  За даними Бюро перепису населення США в 2010 році переписна місцевість мала площу 10,30 км², з яких 10,27 км² — суходіл та 0,03 км² — водойми. В 2017 році площа становила 10,90 км², з яких 10,27 км² — суходіл та 0,63 км² — водойми.

## Демографія
Згідно з переписом 2010 року, у переписній місцевості мешкала 3551 особа в 1608 домогосподарствах у складі 1003 родин. Густота населення становила 345 осіб/км².  Було 2197 помешкань (213/км²).
Расовий склад населення:
| - 95,3 % — білих - 1,5 % — чорних або афроамериканців - 0,8 % — азіатів - 0,3 % — корінних американців |

До двох чи більше рас належало 1,4 %. Частка іспаномовних становила 2,3 % від усіх жителів.
За віковим діапазоном населення розподілялося таким чином: 17,7 % — особи молодші 18 років, 53,8 % — особи у віці 18—64 років, 28,5 % — особи у віці 65 років та старші. Медіана віку мешканця становила 50,2 року. На 100 осіб жіночої статі у переписній місцевості припадало 96,7 чоловіків;  на 100 жінок у віці від 18 років та старших — 95,8 чоловіків також старших 18 років.
Середній дохід на одне домашнє господарство  становив 42 353 долари США (медіана — 35 909), а середній дохід на одну сім'ю — 52 713 долари (медіана — 51 429). Медіана доходів становила 35 201 долар для чоловіків та 31 543 долари для жінок. За межею бідності перебувало 18,8 % осіб, у тому числі 21,2 % дітей у віці до 18 років та 2,5 % осіб у віці 65 років та старших.
Цивільне працевлаштоване населення становило 1203 особи. Основні галузі зайнятості: роздрібна торгівля — 19,7 %, освіта, охорона здоров'я та соціальна допомога — 16,3 %, публічна адміністрація — 10,1 %, мистецтво, розваги та відпочинок — 10,1 %.